# Vasîlivka (Krasnosilka), Odesa
Vasîlivka (în ucraineană Василівка) este un sat în comuna Krasnosilka din raionul Odesa, regiunea Odesa, Ucraina.

## Demografie
Componența lingvistică a localității Vasîlivka
     Ucraineană (94,37%)
     Română (4,23%)
     Rusă (1,41%)
Conform recensământului din 2001, majoritatea populației localității Vasîlivka era vorbitoare de ucraineană (94,37%), existând în minoritate și vorbitori de română (4,23%) și rusă (1,41%).